# Руппах-Гольдгаузен
Руппах-Гольдгаузен (нім. Ruppach-Goldhausen) — громада в Німеччині, розташована в землі Рейнланд-Пфальц. Входить до складу району Вестервальд. Складова частина об'єднання громад Монтабаур.
Площа — 4,41 км2. Населення становить 1242 ос. (станом на 31 грудня 2020).